# Carpocorini
Tribu
Les Carpocorini sont une tribu d'insectes hémiptères du sous-ordre des hétéroptères (punaises), de la famille des Pentatomidae, de la sous-famille des Pentatominae.

## Genres
Acledra - 
Aeliavuori - 
Aeliomorpha - 
Agatharchoides - 
Agroecus - 
Allecbola - 
Alloeoglypta - 
Amauromelpia - 
Anaxarchus - 
Andocides - 
Antheminia - 
Berecynthus - 
Bonacialis - 
Bucerocoris - 
Calagasma - 
Caonabo - 
Caracia - 
Caribo - 
Carpocoris - 
Cephaloplatus - 
Cnephosa - 
Codophila - 
Coenus - 
Copeocoris - 
Cosmopepla - 
Cradia - 
Curatia - 
Dichelops - 
Dolycoris - 
Epipedus
Eudolycoris - 
Eurinome - 
Euschistus - 
Galedanta - 
Glyphepomis - 
Gomphocranum - 
Gulielmus - 
Hegelochus - 
Himalayacoris - 
Holcostethus - 
Hymenarcys - 
Hypanthracos - 
Hyparete - 
Hypatropis - 
Hypaulacus - 
Hypsithocus - 
Ilipla - 
Jocezia -
Kahlamba - 
Kamaliana - 
Ladeaschistus - 
Lattinellica - 
Lattinidea - 
Liicoris - 
Lojus - 
Lubentius - 
Luridocimex - 
Macromolus - 
Manoriana - 
Mathiolus - 
Mecocephala - 
Menecles - 
Menudo - 
Mimula - 
Mimulocoris - 
Monteithiella - 
Mormidea - 
Mormidella - 
Moromorpha - 
Mycoolona - 
Neomazium - 
Notius - 
Ochyrotylus - 
Oebalus - 
Oenopiella - 
Ogmocoris - 
Oncinoproctus - 
Padaeus - 
Parahypatropis - 
Paramecocephala - 
Paratibraca - 
Parentheca - 
Pedinonotus - 
Pentatomiana - 
Poecilotoma - 
Poriptus - 
Prionosoma - 
Prionotocoris - 
Proxys - 
Pseudapines - 
Rhombocoris - 
Risibia - 
Rubiconia - 
Sibaria - 
Spinalanx - 
Staria - 
Steleocoris - 
Stysiana - 
Theloris - 
Thestral - 
Tibraca - 
Trichopepla

### Genres rencontrés en Europe
- Antheminia Mulsant & Rey 1866
- Carpocoris Kolenati 1846
- Chlorochroa Stål 1872
- Chroantha Stål 1872
- Codophila Mulsant & Rey 1866
- Dolycoris Mulsant & Rey 1866
- Eudolycoris Tamanini 1959
- Holcogaster Fieber 1860
- Holcostethus Fieber 1860
- Palomena Mulsant & Rey 1866
- Peribalus Mulsant & Rey 1866
- Rubiconia Dohrn 1860
- Staria Dohrn 1860

## Galerie d'images

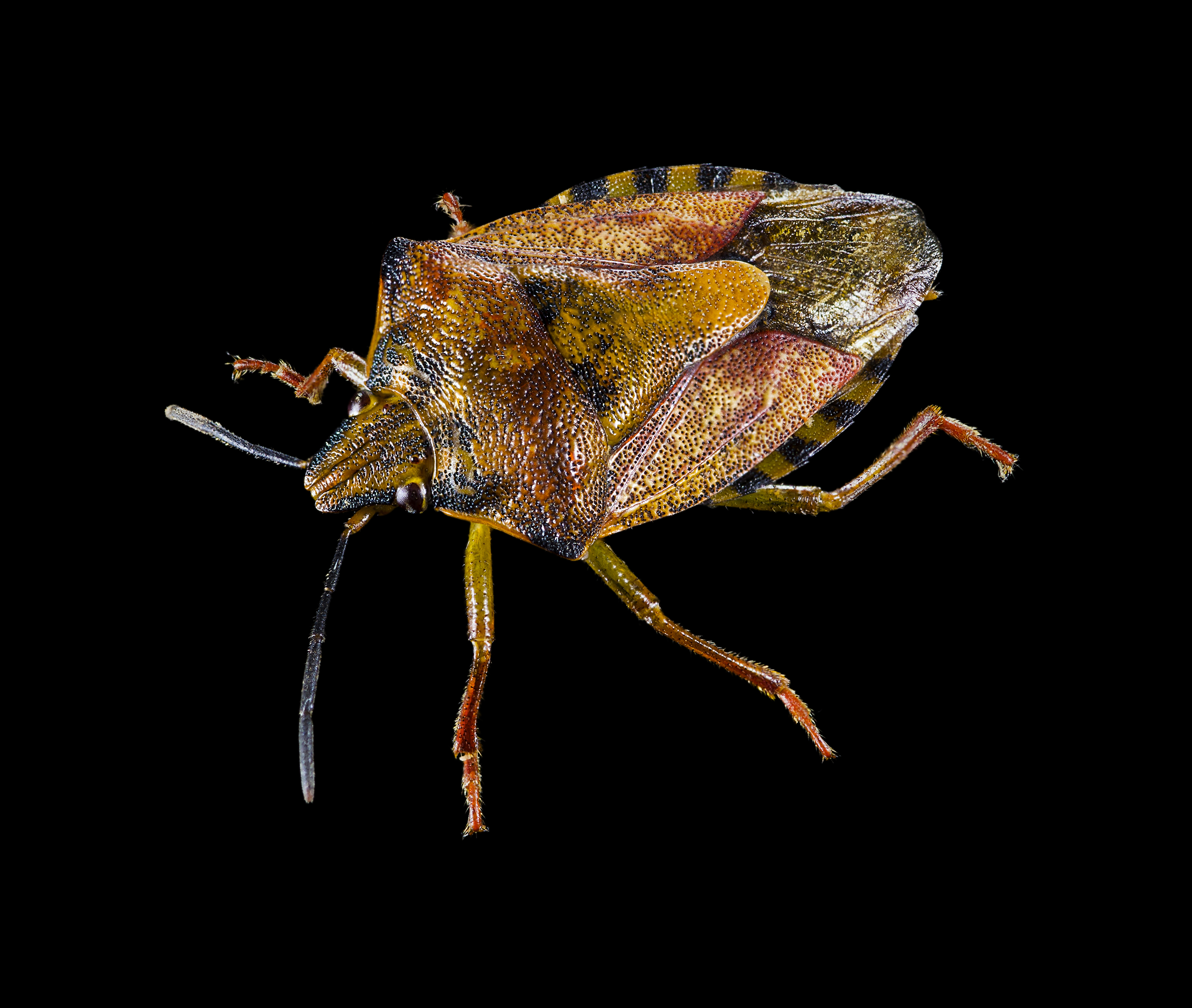
Carpocoris purpureipennis
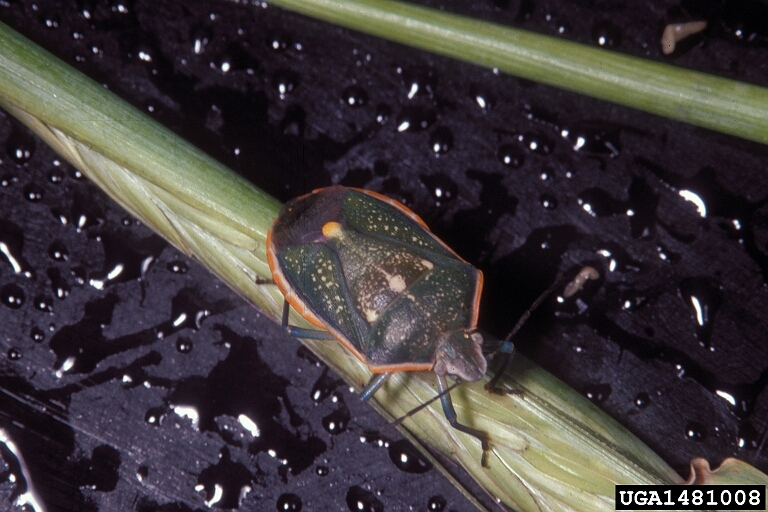
Chlorochroa sayi
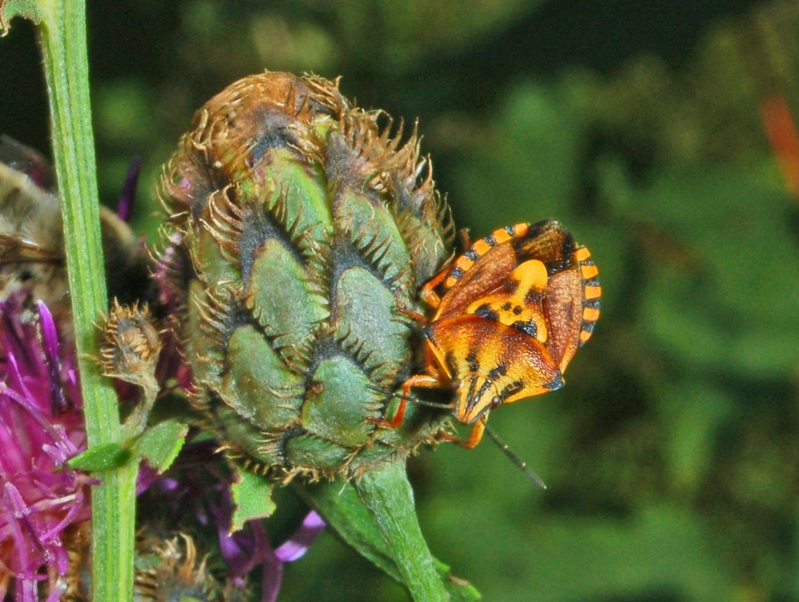
Codophila varia
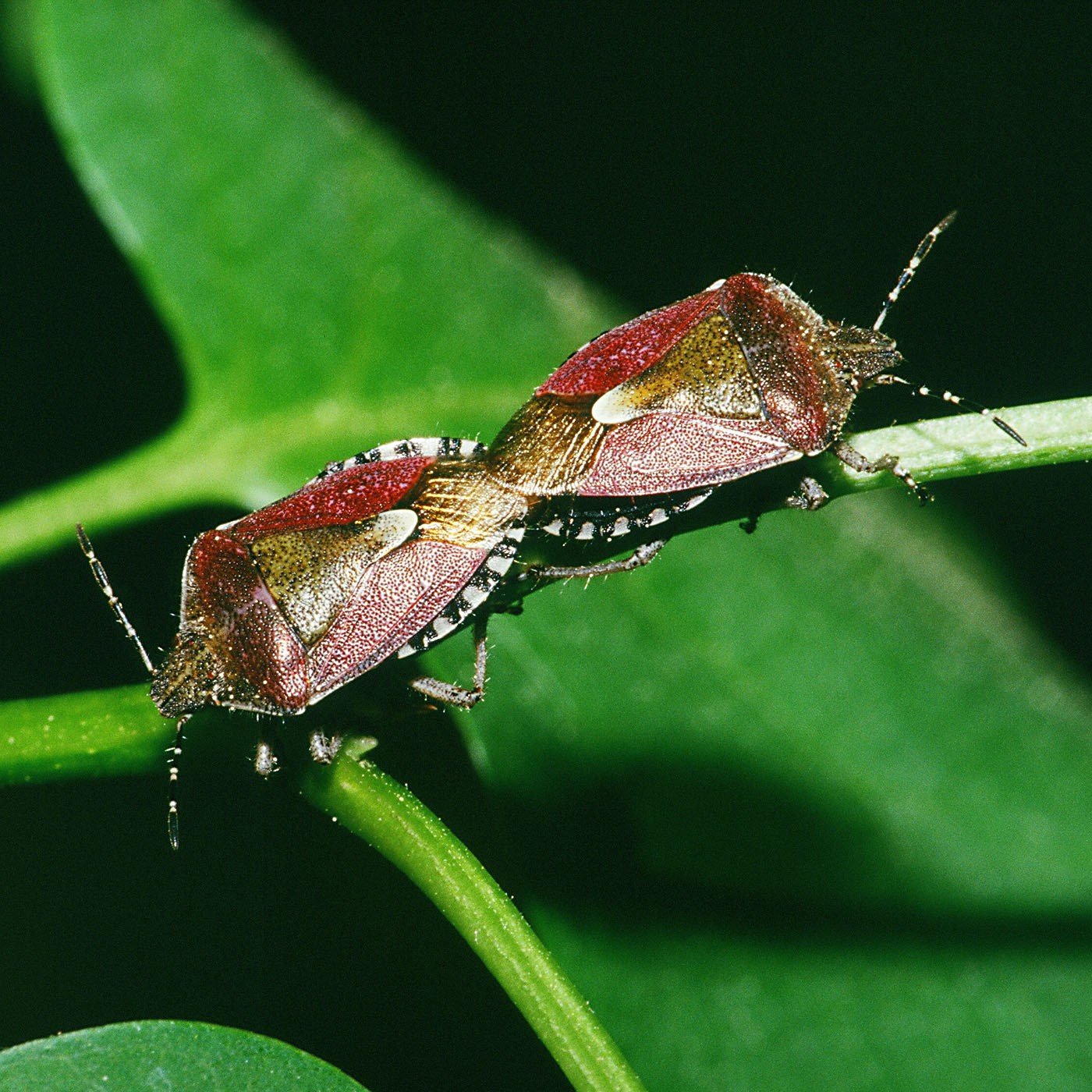
Dolycoris baccarum
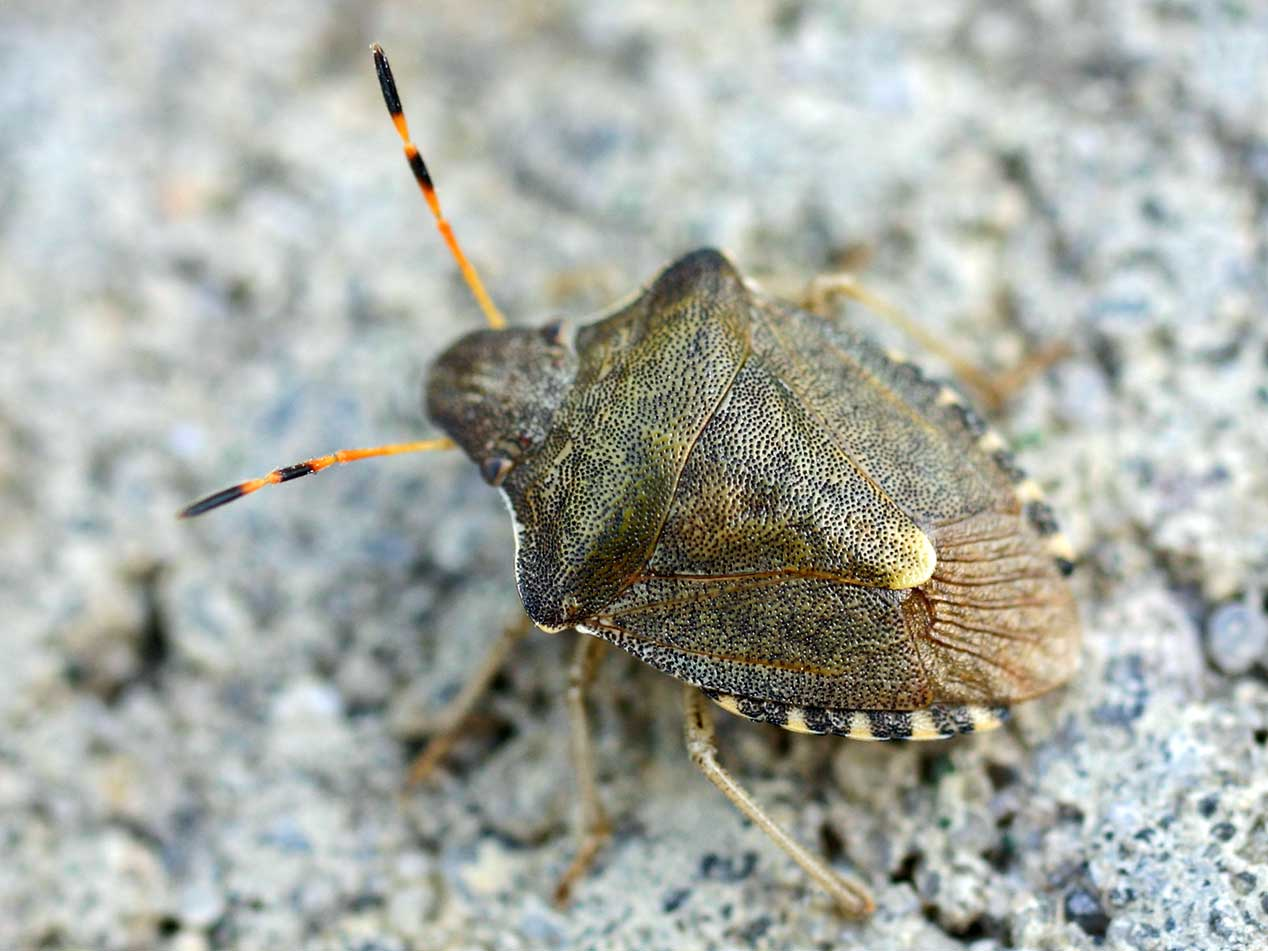
Peribalus strictus